# CB Torrevieja
CB Torrevieja (pełna nazwa:Club Balonmano Torrevieja), męski klub piłki ręcznej z Hiszpanii, powstał w 1974 roku w Torrevieja. Klub występuje w hiszpańskiej Lidze ASOBAL.